# Grace Thorpe

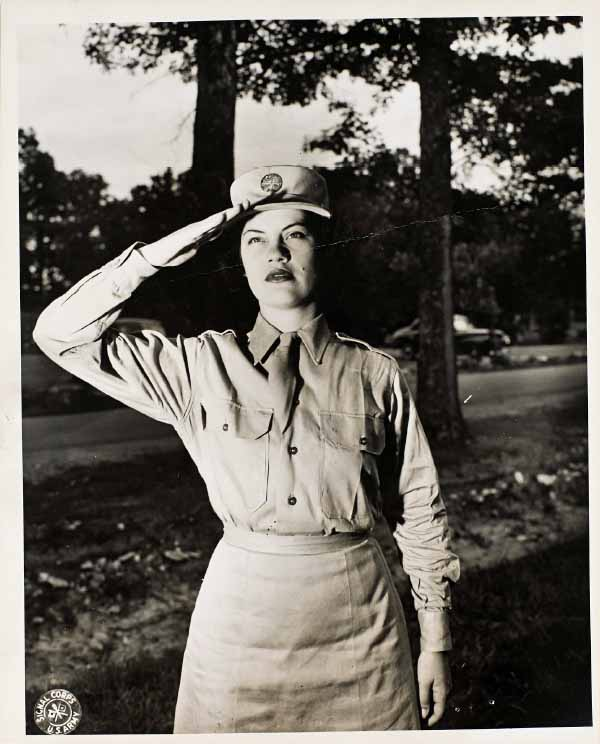
Grace Thorpe como Sargento en 1943

 Grace Francis Thorpe  o No Ten O Quah  ("mujer que sopla con el poder del viento antes de la tormenta") (Oklahoma, 1922 - 6 de abril de 2008, Claremore, Oklahoma) fue una activista nativa americana fox y sauk.
Hija del deportista Jim Thorpe, era descendiente directo del jefe Black Hawk de los Nación Fox & Sawk hereditarios de las tradiciones Potawatomi, Kickapoo, y Menominee.
Consiguió una licenciatura en la Universidad de Tennessee en Knoxville y un grado paralegal en la Escuela de Derecho de Antioquía en Washington.
También fue juez de tribunal de distrito tribal y veterana de la Segunda Guerra Mundial, que sirvió como cabo en el Cuerpo de mujeres del ejército en Filipinas y Japón. Le concedieron una Estrella de bronce por sus acciones en la batalla de Nueva Guinea. Participó y lideró, junto al también nativo americano mohawk, Richard Oakes la ocupación de Alcatraz por la AIM el 9 de noviembre de 1969.
También luchó por el retorno de las medallas olímpicas arrebatadas a su padre de forma injusta por el Comité Olímpico Internacional en 1913, y la inclusión de sus marcas en las listas de récords mundiales. En 1991 funda y dirige la National Environmental Coalition of Native Americans (NECONA) para luchar en contra de las centrales nucleares en territorio indio. Su hija Dagmar Thorpe también es una conocida activista e intelectual amerindia.